# Revista pornográfica

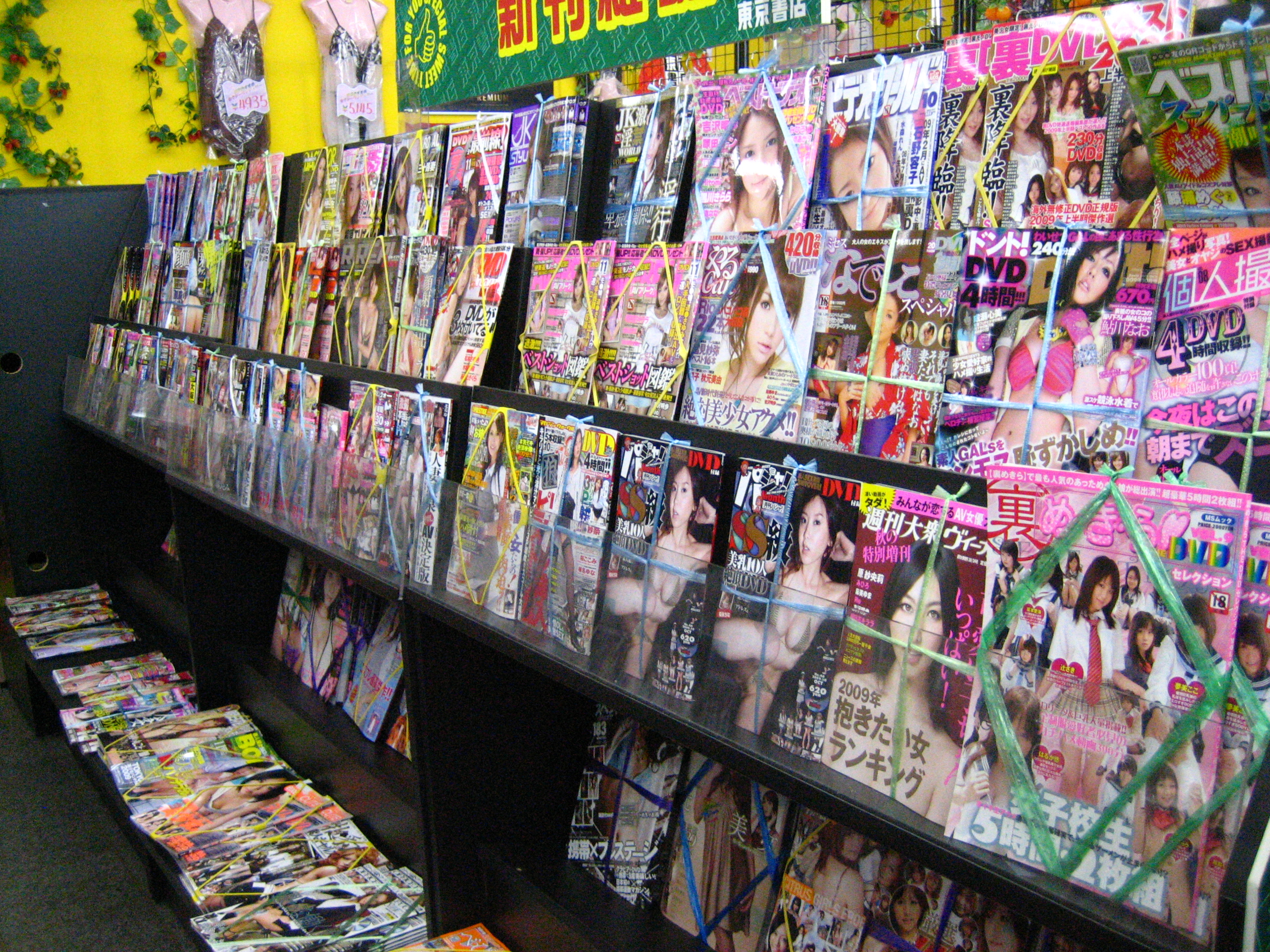
Revistas pornográficas em exposição em uma loja japonesa, 2009

Revistas pornográficas ou eróticas, às vezes conhecidas como revistas para adultos ou top-shelf, são revistas que contêm conteúdo de natureza explicitamente sexual. Publicações desse tipo podem conter imagens de nus atraentes, como é o caso da pornografia softcore, e, no caso usual da pornografia hardcore, representações de masturbação, sexo oral, vaginal ou anal.
Eles servem principalmente para estimular a excitação sexual e são frequentemente usados como auxílio à masturbação. Algumas revistas são gerais em seu conteúdo, enquanto outras podem ser mais específicas e se concentrar em um nicho pornográfico específico, parte da anatomia ou características da modelo. Exemplos incluem Asian Babes, que se concentra em mulheres asiáticas, ou Leg Show, que se concentra nas pernas das mulheres. Revistas adultas bem conhecidas incluem Playboy, Penthouse, Playgirl e Hustler. As revistas também podem publicar artigos sobre temas como carros, humor, ciência, computadores, cultura e política. Com a progressão contínua da mídia impressa para o digital, os varejistas também tiveram que se adaptar. Softwares como o descontinuado Newsstand da Apple permitiam o download e a exibição de versões digitais de revistas, mas não permitiam material pornográfico. No entanto, existem bancas digitais específicas para revistas pornográficas.

## História
As revistas pornográficas fazem parte da história das representações eróticas. É uma forma de exibição e divulgação desses materiais.
Em 1880, a impressão de meio-tom foi usada para reproduzir fotografias de forma barata pela primeira vez. A invenção da impressão em meio-tom levou a pornografia e o erotismo a novas direções no início do século XX. Os novos processos de impressão permitiram que as imagens fotográficas fossem reproduzidas facilmente em preto e branco, enquanto as impressoras antes se limitavam a gravuras, xilogravuras e cortes em linhas para ilustrações. Este foi o primeiro formato que permitiu que a pornografia se tornasse um fenômeno de mercado de massa, agora sendo mais acessível e mais facilmente adquirido do que qualquer forma anterior.
Aparecendo pela primeira vez na França, as novas revistas apresentavam fotos nuas (muitas vezes, atrizes burlescas eram contratadas como modelos) e seminuas na capa e por toda parte; enquanto estes agora seriam chamados de softcore, eles eram bastante chocantes para a época. As publicações logo se disfarçaram de "revistas de arte" ou publicações celebrando o novo culto do naturismo, com títulos como Photo Bits, Body in Art, Figure Photography, Nude Living and Modern Art for Men. A revista britânica Health & Efficiency (agora H&E naturist, muitas vezes conhecida simplesmente como "H&E") foi publicada pela primeira vez em 1900, e começou a incluir artigos sobre naturismo no final da década de 1920. Gradualmente, este material passou a dominar — particularmente à medida que outras revistas foram tomadas e absorvidas. Às vezes, em sua história pós-Segunda Guerra Mundial, a H&E atendeu principalmente ao mercado de pornografia softcore.
Outra forma inicial de pornografia foram as histórias em quadrinhos conhecidas como bíblias de Tijuana, que começaram a aparecer nos EUA na década de 1920 e duraram até o início da publicação de revistas masculinas coloridas. Estas eram cenas grosseiras desenhadas à mão, muitas vezes usando personagens populares de desenhos animados e cultura.
Na década de 1940, a palavra "pinup" foi cunhada para descrever fotos arrancadas de revistas e calendários masculinos e "fixadas" na parede por soldados americanos na Segunda Guerra Mundial. Enquanto as imagens da década de 1940 se concentravam principalmente nas pernas, na década de 1950, a ênfase mudou para os seios. Betty Grable e Marilyn Monroe foram duas das modelos pinup mais populares. Marilyn Monroe continuou a ser um modelo popular para as revistas masculinas na década de 1950.
A década de 1950 viu o surgimento das primeiras revistas pornográficas softcore do mercado de massa: Modern Man em 1952 e Playboy em 1953. A Playboy de Hugh Hefner  iniciou um novo estilo de revista masculina brilhante (ou revista feminina). Hefner cunhou o termo centerfold, e na primeira edição de sua Playboy usou uma fotografia de Marilyn Monroe nua, apesar de suas objeções. Outro termo que se tornou popular entre os leitores da Playboy foi o "Playboy Playmate". Essas revistas de novo estilo apresentavam mulheres nuas ou seminuas, às vezes simulando a masturbação, embora seus genitais ou pêlos pubianos não fossem realmente exibidos.
Em 1963, Lui começou na França para competir contra a Playboy, enquanto Bob Guccione fez o mesmo no Reino Unido em 1965 com a Penthouse. O estilo da Penthouse era diferente de outras revistas; com mulheres olhando indiretamente para a câmera, como se estivessem vivendo seus idílios particulares. Essa mudança de ênfase influenciou representações eróticas de mulheres. Penthouse também foi a primeira revista a publicar fotos que incluíam pêlos pubianos e nudez frontal completa, ambas consideradas além dos limites do erótico e no âmbito da pornografia na época. Em 1965, Mayfair foi lançada no Reino Unido em competição para Playboy e Penthouse. Em setembro de 1969, a Penthouse foi lançada nos EUA, trazendo nova concorrência para a Playboy. A fim de manter sua participação de mercado, a Playboy seguiu a Penthouse na exibição de pelos pubianos, arriscando acusações de obscenidade, e lançando as "Guerras Púbicas". À medida que a competição entre as duas revistas aumentava, suas fotos se tornavam cada vez mais explícitas. No final da década de 1960, algumas revistas começaram a se mover para exibições mais explícitas, muitas vezes focando nas nádegas como padrões do que poderia ser legalmente retratado e o que os leitores queriam ver.
Na década de 1970, as revistas contendo imagens da região púbica tornaram-se cada vez mais comuns. No Reino Unido, Paul Raymond adquiriu e relançou Men Only como uma revista pornográfica, e então lançou o Club International em 1972. A Playboy foi a primeira a mostrar claramente os pelos pubianos visíveis em janeiro de 1971. A primeira nude frontal completa centerfold foi a Miss da Playboy em janeiro de 1972. Em 1974, Larry Flynt publicou pela primeira vez a Hustler nos EUA, que continha material mais explícito. Alguns pesquisadores detectaram imagens cada vez mais violentas em revistas como Playboy e Penthouse ao longo da década de 1970, com eles retornando ao seu estilo mais sofisticado no final da década. Paul Raymond Publications relançou Escort em 1980 no Reino Unido, Razzle em 1983 e Men's World em 1988.
As vendas de revistas pornográficas nos EUA diminuíram significativamente desde 1979, com uma redução de quase 50% na circulação entre 1980 e 1989. O fato de que a incidência de estupro nos EUA aumentou no mesmo período lançou dúvidas sobre qualquer correlação entre vendas de revistas e crimes sexuais. Estudos de meados da década de 1980 até o início da década de 1990 quase todos confirmaram que as revistas pornográficas continham imagens significativamente menos violentas do que os filmes pornográficos.
Na década de 1990, revistas como Hustler começaram a apresentar material mais hardcore, como penetração sexual, lesbianismo e homossexualidade, sexo grupal, masturbação e fetiches. No final dos anos 1990 e 2000, o mercado de revistas pornográficas declinou, pois foram desafiados por novas "lad mags", como FHM e Loaded, que apresentavam fotos softcore. A disponibilidade de DVDs pornográficos e sobretudo pornografia na internet também levou a um declínio nas vendas de revistas. Muitas revistas desenvolveram seus próprios sítios que também exibem filmes pornográficos. Apesar da queda nas vendas, as revistas adultas mais vendidas dos EUA ainda mantêm alta circulação em comparação com a maioria das revistas convencionais e estão entre as revistas mais vendidas de qualquer tipo.
A Paul Raymond Publications domina hoje o mercado britânico de revistas para adultos, distribuindo oito das dez revistas para adultos mais vendidas no Reino Unido. Havia cerca de cem títulos de revistas para adultos no Reino Unido em 2001.